# آتاکان آکایناک
آتاکان آکایناک (انگلیسی: Atakan Akkaynak؛ زادهٔ ۵ ژانویهٔ ۱۹۹۹) بازیکن فوتبال اهل آلمان است.
از باشگاه‌هایی که در آن بازی کرده‌است می‌توان به باشگاه فوتبال بایر ۰۴ لورکوزن، باشگاه فوتبال ویلم دوم، و باشگاه فوتبال چای‌کار ریزه‌اسپور اشاره کرد.
وی همچنین در تیم‌های ملی فوتبال Germany national under-16 football team، جوانان آلمان، جوانان آلمان، و جوانان آلمان بازی کرده‌است.